# VfB-Kampfbahn
Die VfB-Kampfbahn war ein Fußballstadion in Bielefeld.

## Geschichte
Das Stadion befand sich im Osten des Stadtteils Mitte an der Heeper Straße, Ecke Huberstraße. Im Jahre 1921 erwarb der VfB 03 Bielefeld eine brach liegende Fläche und begann mit dem Bau der Kampfbahn. Sie wurde drei Jahre später eröffnet und bot Platz für 15.000 Zuschauer. Ob das Stadion Sitzplätze oder überdachte Plätze bot, ist unbekannt. Die VfB-Kampfbahn wurde zur neuen sportlichen Heimat der „Hüpker“, der zuvor einen Sportplatz an der Theesener Straße im Stadtteil Schildesche nutzte.
Als sich der VfB 03 Bielefeld im Jahre 1931 als westdeutscher Vizemeister für die Endrunde um die deutsche Meisterschaft qualifizierte, verlegte der Verein sein Achtelfinalspiel gegen Hertha BSC in das Dortmunder Stadion Rote Erde, da der VfB 03 sein eigenes Stadion für zu klein hielt. Der VfB 03 spielte  von 1939 bis 1944 in der seinerzeit erstklassigen Gauliga Westfalen und von 1950 bis 1952 sowie in der Saison 1955/56 in der zweitklassigen II. Division West. Anschließend spielte der Verein in der Verbandsliga, der seinerzeit höchsten Amateurliga Westfalens.
Eine Besonderheit des Stadions war der so genannte „Arminenhügel“, auf dem Anhänger des VfB-Lokalrivalen Arminia Bielefeld standen und von dort aus die jeweilige Gastmannschaft anfeuerten. Trafen die „Hüpker“ und die Arminia im Winter aufeinander lieferten sich die Anhänger beider Vereine regelmäßig Schneeballschlachten. Ab 1968 trug der VfB 03 seine Heimspiele im neu eröffneten Stadion Rußheide aus, dass sich der Verein mit dem Lokalrivalen und späteren Fusionspartner SpVgg Fichte Bielefeld teilte. Zwei Jahre später verkaufte der VfB 03 die VfB-Kampfbahn an das Einzelhandelsunternehmen Marktkauf. Dieses ließ das Stadion abreißen und erbaute auf dem Grundstück einen Supermarkt.